# Новий Світ (Брянський район)
Новій Світ (рос. Новый Свет) — селище в Брянському районі Брянської області Російської Федерації.
Населення становить 26 осіб. Входить до складу муніципального утворення Нетьїнське сільське поселення.

## Історія
Від 2005 року входить до складу муніципального утворення Нетьїнське сільське поселення.

## Населення
| 2010 | 2013 |
| ---- | ---- |
| 21   | ↗26  |